# Adobe After Effects
Adobe After Effects — программное обеспечение компании Adobe Systems для редактирования видео и динамических изображений, разработки композиций (композитинг), анимации и создания различных эффектов. Широко применяется в обработке отснятого видеоматериала (цветокоррекция, постпродакшн), при создании рекламных роликов, музыкальных клипов, в производстве анимации (для телевидения и web), титров для художественных и телевизионных фильмов, а также для других задач, в которых требуется использование цифровых видеоэффектов.
Название происходит от эффекта, известного как «стойкость (инертность) зрительного ощущения», этот механизм использует сенсорную память сетчатки глаза, которая позволяет сохранять зрительную информацию в течение короткого промежутка времени.
Благодаря обширной библиотеке плагинов, разработанных сторонними компаниями, AfterEffects также используется в полиграфии и графическом дизайне для редактирования статичных графических изображений (фотографий, изображений, сгенерированных на компьютере и т. д.).

## История версий
After Effects был изначально создан в Company of Science and Art (CoSA) в Провиденсе, США. Версия 1.0 была выпущена в январе 1993 года. 
В версии 2.1, выпущенной в 1994 году, появилось ускорение в версиях для PowerPC. 
CoSA вместе с программой After Effects были куплены корпорацией Aldus в июле 1993 года; а затем уже Adobe приобрела Aldus в 1994 году, а с ним PageMaker и After Effects. Первый новый релиз от Adobe был версией 3.0.
В версии CS4 был добавлен фильтр мультипликации Cartoon, расширены возможности инструмента Shape Layers, который предназначен для рисования и анимации векторных кривых с возможностью добавления и анимации штрихов, заливок, градиентов и векторных эффектов; добавлена возможность конвертировать текст в shape paths или mask paths, поддержка Adobe Pixel Bender, более 250 анимированных текстовых пресетов, возможность отображения зон безопасности 4:3 в широкоэкранных композициях, поддержка сервиса Adobe Community Help.
| Производитель | Дата                | Версия                 | Кодовое имя                         | Значительные изменения |
| ------------- | ------------------- | ---------------------- | ----------------------------------- | --- |
| CoSA          | Январь 1993 г.      | 1.0                    | Egg (Яйцо)                          | Слои, трансформации; только для Mac |
| CoSA          | Май 1993 г.         | 1.1                    |                                     | Больше эффектов |
| Aldus         | Январь 1994 г.      | 2.0                    | Teriyaki                            | Окно Time Layout, многомашинный рендеринг |
| Adobe         | Октябрь 1995 г.     | 3.0                    | Nimchow                             | Множество эффектов на слой, расчёт движений, импортирование из Illustrator, импортирование из Photoshop, первая версия на японском языке |
| Adobe         | Апрель 1996 г.      | 3.1                    |                                     | Форматы файлов, множество процессов |
| Adobe         | Май 1997 г.         | 3.1 (Windows)          | Dancing Monkey (Танцующая обезьяна) | Первая версия под Windows, всплывающие меню, первые версии на немецком и французском языках |
| Adobe         | Январь 1999 г.      | 4.0                    | ebeer                               | Вкладки, настройка слоёв, RAM предпросмотр, импортирование из Premiere; впервые версии и для Mac, и для Windows |
| Adobe         | Сентябрь 1999 г.    | 4.1                    | Batnip                              | Новый вид, просмотр папок, 3D эффекты |
| Adobe         | Апрель 2001 г.      | 5.0                    | Melmet                              | 3D, выражения |
| Adobe         | 7 января 2002 г.    | 5.5                    | Fauxfu                              | Усовершенствованный 3D рендеринг, много 3D просмотров, первая версия для macOS |
| Adobe         | Август 2003 г.      | 6.0                    | Foodfite                            | Рисование, скрипты, текстовые слои, поддержка OpenGL |
| Adobe         | Май 2004 г.         | 6.5                    | Chambant                            | Клонирование, шаблоны анимаций |
| Adobe         | Январь 2006 г.      | 7.0                    | Clamchop                            | Новое оформление, управление цветами дисплея, динамическая связь с Premiere Pro, первые версии на испанском и итальянском языках |
| Adobe         | 2 июля 2007 г.      | CS3 (8.0)              | Metaloaf                            | Фигурные слои, новые инструменты, заметки, полное управление цветами; первая Intel версия на Mac |
| Adobe         | 22 января 2008 г.   | CS3 (8.0.2)            | Metaloaf                            | Поддержка Panasonic P2; последняя PowerPC версия на Mac |
| Adobe         | 23 сентября 2008 г. | CS4 (9.0)              | Chinchillada                        | QuickSearch (поиск) в проекте и истории, Mini-Flowchart, импорт слоёв из PS 3D, Mocha |
| Adobe         | 5 января 2009 г.    | CS4 (9.0.1)            | Chinchidotta                        | Поддержка формата RED R3D (с помощью плагина REDCODE v1.3) |
| Adobe         | 29 мая 2009 г.      | CS4 (9.0.2)            | Lottadotta                          | Исправление вылетов, обновление плагина REDCODE до версии v1.7, поддержка XDCAM HD |
| Adobe         | 30 апреля 2010 г.   | CS5 (10.0)             | Esgocart                            | Поддержка процессоров с 64-битной архитектурой. Прекращение поддержки процессоров с 32-битной архитектурой. |
| Adobe         | 3 сентября 2010 г.  | CS5 (10.0.1)           | Esgodot                             | Исправлено несколько типов сбоев и ошибок (перемешаны AIFF аудио, .cube LUT канал подкачки и т. д.), RED обновления (научный цвет v2, ROCKET, RMD metadata), улучшена совместимость LUT (.3 DL с плавающей запятой или 3DMESH/Mesh ключевые слова, или спастись от ASSIMILATE SCRATCH системы), обновления в комплекте сторонних плагинов |
| Adobe         | 8 апреля 2011 г.    | CS5 (10.0.2)           | Esgodoh                             | Фиксирует «Неожиданный тип данных» Ошибка открытия проекта с отсутствием эффектов, столкновение с направленного размывания и других эффектов на компьютерах с 16 или более логических процессоров, и аварии открытия композиции созданного Automatic Duck Pro AE импорта. |
| Adobe         | 11 апреля 2011 г.   | CS5.5 (10.5)           | Codname                             | Эффект Warp Stabilizer, Camera Lens Blur и камеры слой для улучшения глубины резкости и боке, источником поддержки тайм-кода и улучшения Timecode эффект стереоскопического 3D Создание установки и улучшенные 3D-эффектом очки, легкий спад, импорт CinemaDNG, расширение RED (R3D) функции, XDCAM EX и XDCAM HD выход, интеграция с Adobe Audition CS5.5, сохранение проекта как CS5. |
| Adobe         | 30 июня 2011 г.     | CS5.5 (10.5.1)         | Codot                               | Fixes for delay when typing in a text layer if mouse pointer was above the Composition panel, and inability to use an upgrade serial number. |
| Adobe         | 2 июня 2012 г.      | CS6 (11.0)             | Esgodoh                             | Поддержка Nvidia GeForce GTX 680, AtomKraft, исправление ошибок, добавление функции 3D-трекинга |
| Adobe         | 25 мая 2012 г.      | CS6 (11.0.1)           | BigDottom                           | Изменение ошибок. |
| Adobe         | 12 октября 2012 г.  | CS6 (11.0.2)           | NoneMoreDot                         | Добавлена поддержка видеокарт Intel HD Graphics и NVIDIA GeForce, new memory handling preference allowing reversion to CS5.5 behavior, several bug fixes. |
| Adobe         | 17 июня 2013 г.     | CC (12.0)              | Sconehenge                          | Работа с 3D-объектами, оптимизация 3D-трекинга камеры, функция поиска отсутствующих шрифтов, эффектов и материалов, бикубическая повторная выборка, синхронизация настроек, инструмент «Уточнить край», Warp Stabilizer VFX, привязка, сглаживание движения пикселов. |
| Adobe         | 31 октября 2013 г.  | CC (12.1)              | Plabt Blue Ribbon                   | macOS 10.9 и поддержка Retina, маска трекер, с сохранением деталей высококлассный эффект, свойство связывания, улучшено выравнивание |
| Adobe         | 13 декабря 2013 г.  | CC (12.2)              | Pinot Butter                        | Автоматическое создание папок для последовательностей изображений, команда для преобразования параметрических форм слоя пути к Безье путям, больше улучшений, множество мелких улучшений. |
| Adobe         | 1 апреля 2014 г.    | CC 2014 (13.0)         | Goatmeal Stout                      | Key Cleaner effect and Advanced Spill Suppressor effect, text templates created in After Effects editable in Premiere Pro, compositing options for each effect including ability to confine the area affected by each effect with masks, import of Sony RAW footage (raw files from F5, F55, and F65 cameras), import of MPEG-4 SStP (Simple Studio Profile) Sony SR MXF files, video preview on external monitor using Mercury Transmit |
| Adobe         | 7 сентября 2014 г.  | CC 2014.1 (13.1)       | Hefe Marathon                       | High-DPI content and UI (Mac OS, Windows), refreshed «blue» UI, Copy With Relative Property Links command, color management for Dynamic Link, Maxon Cinema 4D Lite R16 and Cineware 2.0, Collect Files for Cinema 4D assets, native GoPro CineForm codecs, scripting improvements for text layers |
| Adobe         | 16 декабря 2014 г.  | CC 2014.2 (13.2)       | Finish Lime                         | More scripting improvements for text layers, expression access to dynamic layer bounds, new keyframe icons, various bug fixes including creating shape layers from Illustrator layers. |
| Adobe         | 15 июня 2015 г.     | CC 2015.0 (13.5.0.347) | Mussel Car                          | Uninterrupted playback, new Adobe Character Animator (Preview 1), Creative Cloud libraries, face tracker, Maxon Cineware v2.0.16, smooth experience and interaction for the user even when rendering is in progress. |
| Adobe         | 30 ноября 2015 г.   | СС 2015.1 (13.6.1.6)   |                                     | Оптимизировано для сенсорных устройств и небольших экранов, Новые возможности поддержки видео в Adobe Stock, Усовершенствованные технологические процессы работы с цветом, Adobe Character Animator (предварительная версия) — теперь с сенсорным управлением Multi-touch, Интеграция с Adobe Comp CC, Перетаскивание файлов из Creative Cloud Libraries, дополнительные исправления и улучшения. |
| Adobe         | 27 января 2016 г.   | СС 2015.2 (13.7.0.124) |                                     | - Интеграция с Maxon CINEWARE 3.0, обеспечивающая следующие возможности: - Live Link (синхронизация таймлайнов Cinema 4D и After Effects) - Система дублей - Извлечение маркеров таймлайна C4D - Средство рендеринга OpenGL - Отсутствуют ограничения средства рендеринга (Physical (Физический), Hardware (Аппаратный) и Sketch and Toon (Зарисовка и мультипликация)) - Многоходовые альфа-каналы - Синхронизация слоев C4D - Параметр No Pre-calculation (Без предварительного расчета) теперь включен по умолчанию - Улучшено кэширование перед воспроизведением - Автосохранение при запуске очереди рендеринга |
| Adobe         | 20 июня 2016 г.     | CC 2015.3 (13.8.0.144) |                                     | - Улучшено воспроизведение видео и аудио - Оптимизация интерактивных процессов - Эффекты, использующие ускорение графического процессора - Улучшено средство импорта Maxon 4D Cinema - Ускорен импорт наборов изображений - Улучшен интерфейс библиотек Creative Cloud Libraries и Adobe Stock - Character Animator Preview 4 |
| Adobe         | 3 августа 2016 г.   | CC 2015.3 (13.8.1.38)  |                                     | - Встроенная поддержка файлов QuickTime, использующих кодеки Animation, Avid DNxHD, DNxHR, AAC |
| Adobe         | 22 января 2018 года | CC (15.0.1)            | Tater Dots                          | - Поддержка формата ARRI ALEXA Mini MXF / ARRIRAW, поддержка HEVC (H.265) - Поддержка QuickTime с переменной частотой кадров - Улучшенная синхронизация аудиофайлов - Оптимизация памяти GPU для VR и исправления ошибок. |
| Adobe         | 3 апреля 2018 года  | CC (15.1)              | Annivercelery                       | - Мастер-свойства для вложенных композиций, Advanced Puppet Engine, анимация, управляемая данными. - Поддержка CSV и .TSV - Привязка Link Link - Adobe Immersive Environment (поддержка дисплея с головным креплением VR) - Новый эффект ограничения видеоизображения - Улучшенная поддержка формата необработанных видеокамер (RED IPP2, Canon Cinema RAW Light, Sony Venice X-OCN). |